# Relient K (album)
Relient K är den kristna rock/pop-gruppen Relient K:s första självbetitlade fullängdsstudioalbum. Det släpptes 2000.

## Låtlista
Alla låtar är skrivna av Matt Thiessen, Matt Hoopes, Brian Pittman, och Stephen Cushman; förutom "Charles in Charge", copyright Universal.
1. "Hello McFly" – 2:49
2. "My Girlfriend" – 2:47
3. "Wake Up Call" – 3:19
4. "Benediction" – 1:39
5. "When You're Around" – 2:02
6. "Softer To Me" – 3:22
7. "Charles In Charge" – 2:39
8. "Staples" – 2:59
9. "Anchorage" – 0:22
10. "17 Magazine" – 3:06
11. "Balloon Ride" – 2:58
12. "Everything Will Be" – 3:31
13. "Nancy Drew" – 2:48
14. "K Car" – 12:12